# Dog Tags
Dog Tags (plným názvem: Dog Tags: Don't Ask, Don't Tell, tj. Vojenské známky: Neptej se, nemluv) je americký hraný film z roku 2008, který režíroval Damion Dietz podle vlastního scénáře. Film popisuje náhodné setkání vojáka a mladého gaye.

## Děj
Nate žije se svou přítelkyní Trishou a chystá se kvůli penězům vstoupit do námořnictva. Snaží se rovněž zjistit, kdo byl jeho otec, protože vyrůstal pouze s matkou. Když se vrací stopem domů z Palm Springs, seznámí se s mladíkem Andym. Protože přijede o den dřív, najde svoji přítelkyní s milencem a tak odjede s Andym k němu domů. Andy bydlí se svou matkou, která se stará o Andyho malého syna. Potom jedou za Natovým otcem, ale ten mu oznámí, že on jeho otcem není. Nate stráví noc společně s Andym v motelu. Po návratu domů se dozví, kdo je jeho opravdovým otcem.

## Obsazení
| Paul Preiss     | Nate Merritt |
| Bart Fletcher   | Andy Forte   |
| Candy Clark     | Natova matka |
| Diane Davisson  | Andyho matka |
| Amy Lindsay     | Trish Huddle |
| Hoyt Richards   | Gene         |
| Chris Carlisle  | Chris        |
| Keythe Farley   | Mark Dessau  |
| Willam Belli    | Alan         |
| Stephen D. Gill | Justin       |